# Gemeiner Teichschwimmer
Der Gemeine Teichschwimmer (Colymbetes fuscus), auch Dunkler Teichschwimmer genannt, ist ein Käfer aus der Familie der Schwimmkäfer (Dytiscidae).

## Merkmale
Der ovale Körper ist 16 bis 17 Millimeter lang. Der gelbbraune Halsschild ist in seiner Mitte ausgedehnt angedunkelt. Die Flügeldecken sind gelb gefärbt. Sie weisen Querrillen auf, die schwarz und fein gewellt sind und derart dicht stehen, dass die Flügeldecken einheitlich dunkel wirken. Die Körperunterseite ist schwarz gefärbt.

## Vorkommen
Der Gemeine Teichschwimmer besiedelt Europa mit Ausnahme der nördlichsten Gebiete. Lebensraum der Art sind hauptsächlich Stillgewässer, daneben ist sie aber auch in Fließgewässern, Brackwasser und Mooren anzutreffen. Sie gilt in Mitteleuropa als häufig.

## Lebensweise
Die Weibchen legen im Frühjahr an Wasserpflanzen ihre Eier ab. Selten findet die Eiablage im Herbst statt, hierbei überwintern die Larven anschließend. Die Larven leben in der Regel auf Wasserpflanzen und sind Räuber. Zunächst ernähren sie sich von Organismen des Planktons, später erbeuten sie auch Kaulquappen und Larven von Insekten. Die Imagines können sehr gut fliegen.